# Pai-nosso

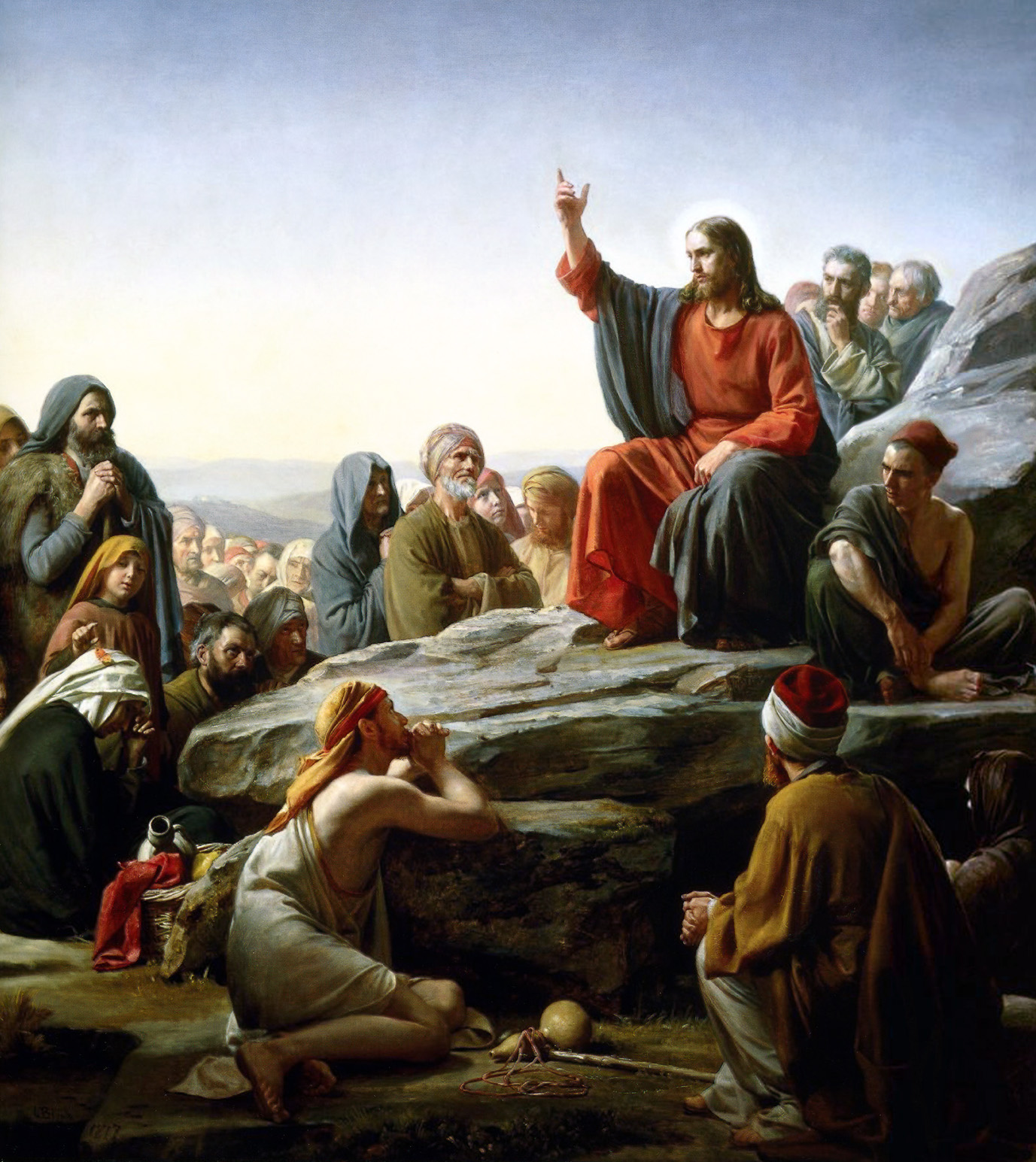
O Sermão do Monte por Carl Heinrich Bloch

O pai-nosso, também conhecido como padre-nosso, é a oração mais conhecida do cristianismo. Duas versões dela ocorrem no Novo Testamento: uma no Evangelho de Mateus (Mateus 6:9–13), como parte do discurso sobre a ostentação, uma seção do Sermão do Monte; e a outra no Evangelho de Lucas (Lucas 11:2–4).
O contexto da oração em Mateus é uma parte de um discurso, sobre um povo sofrido que ora grandiosamente, simplesmente com a finalidade de ser visto orando; Mateus descreve Jesus ensinando as pessoas a orar "segundo a fórmula" dessa oração. Tendo em conta a estrutura da oração, fluxo de sujeito e ênfases, uma interpretação da Oração do Senhor é como uma orientação sobre como orar em vez de aprender algo ou repetir por hábito. Há outras interpretações sugestivas que a oração foi concebida como uma oração específica a ser usada. O Novo Testamento relata Jesus e seus discípulos orando em várias ocasiões; mas nunca os descreve usando essa oração, é incerto o quão importante ela foi originalmente vista e tida.
A versão mais usada em português é a seguinte:
Pai Nosso, que estais no Céu:
Santificado seja o vosso nome.
Venha a nós o vosso reino.
Seja feita a vossa vontade, assim na terra como no Céu.
O pão nosso de cada dia nos dai hoje.
Perdoai-nos as nossas ofensas, assim como nós perdoamos a quem nos tem ofendido.
E não nos deixeis cair em tentação.
Mas livrai-nos do mal. Amém
Na Páscoa de 2007, foi estimado que dois bilhões de cristãos católicos, protestantes e ortodoxos leram, recitaram ou cantaram a oração em milhares de línguas. Embora muitas diferenças teológicas e vários modos e maneiras de adoração dividam cristãos, de acordo com o professor Clayton Schmit do Seminário Fuller "há um senso de solidariedade em saber que os cristãos ao redor do globo estão orando juntos..., e estas palavras sempre nos unirão."
A Bíblia do Peregrino, por meio de Nota de Rodapé a Mateus 6:13, observa que essa oração ressoa a experiência de Israel no processo de sua libertação, o que inclui: provações no deserto, o maná cotidiano, a vontade de Deus promulgada como Lei, a santidade cultual do nome de Deus revelada por Moisés e o reinado de Deus pela aliança na Terra Prometida.
A Tradução Ecumênica da Bíblia, por meio de Nota de Rodapé a Mateus 6:9, observa que essa oração:
1. assemelha-se tanto pelo conteúdo como pela forma à "Oração das Dezoito Preces", que os judeus rezam ainda hoje, mas que se distingue, em primeiro plano, pela simplicidade e pela liberdade como Deus é invocado, além disso a ordem das petições é diferente e característica do ensinamento de Jesus;
2. tem em seu início uma prece tríplice que tem como ápice um apelo à intervenção de Deus para o advento de seu Reino;
3. depois tem lugar uma série de petições que exprimem as necessidades essenciais dos discípulos;
4. o emprego da primeira pessoa do plural dá um caráter comunitário à oração;
5. na versão apresentada no Evangelho segundo Mateus há sete petições, enquanto que na versão apresentada no Evangelho segundo Lucas contém apenas cinco petições, e que seria impossível dizer qual a versão mais antiga, devendo ambas as formas terem sido empregadas em comunidades cristãs primitivas;
6. existem dificuldades para oferecer a tradução dessa prece para uma língua moderna, a compreensão de certas expressões exigiria um bom conhecimento do Antigo Testamento e do judaísmo antigo, razão pela qual as traduções literais nem sempre seriam as melhores.

## Textos em grego
| Texto litúrgico                                                            | Codex Vaticanus                                                             | Didache                                                                  |
| -------------------------------------------------------------------------- | --------------------------------------------------------------------------- | ------------------------------------------------------------------------ |
| πάτερ ἡμῶν ὁ ἐν τοῖς οὐρανοῖς                                              | πατερ ημων ο εν τοις ουρανοις                                               | πατερ ημων ο εν τω ουρανω                                                |
| ἁγιασθήτω τὸ ὄνομά σου                                                     | αγιασθητω το ονομα σου                                                      | αγιασθητω το ονομα σου                                                   |
| ἐλθέτω ἡ βασιλεία σου                                                      | ελθετω η βασιλεια σου                                                       | ελθετω η βασιλεια σου                                                    |
| γενηθήτω τὸ θέλημά σου ὡς ἐν οὐρανῷ καὶ ἐπὶ τῆς γῆς                        | γενηθητω το θελημα σου ως εν ουρανω και επι γης                             | γενηθητω το θελημα σου ως εν ουρανω και επι γης                          |
| τὸν ἄρτον ἡμῶν τὸν ἐπιούσιον δὸς ἡμῖν σήμερον                              | τον αρτον ημων τον επιουσιον δος ημιν σημερον                               | τον αρτον ημων τον επιουσιον δος ημιν σημερον                            |
| καὶ ἄφες ἡμῖν τὰ ὀφειλήματα ἡμῶν ὡς καὶ ἡμεῖς ἀφίεμεν τοῖς ὀφειλέταις ἡμῶν | και αφες ημιν τα οφειληματα ημων ως και ημεις αφηκαμεν τοις οφειλεταις ημων | και αφες ημιν την οφειλην ημων ως και ημεις αφιεμεν τοις οφειλεταις ημων |
| καὶ μὴ εἰσενέγκῃς ἡμᾶς εἰς πειρασμόν ἀλλὰ ῥῦσαι ἡμᾶς ἀπὸ τοῦ πονηροῦ       | και μη εισενεγκης ημας εις πειρασμον αλλα ρυσαι ημας απο του πονηρου        | και μη εισενεγκης ημας εις πειρασμον αλλα ρυσαι ημας απο του πονηρου     |

## O Pai-Nosso na Igreja Primitiva

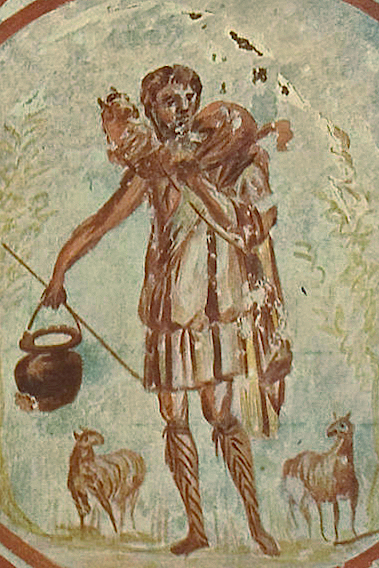
Representação paleocristã de Cristo como o Bom Pastor nas catacumbas de São Calisto, em Roma

Deve-se observar que Jesus viveu no contexto da espiritualidade judaica, que nos evangelhos se cita frequentemente os textos sagrados do judaísmo e que Jesus, como judeu, estava sob a Torá. Seguramente orou as Dezoito Bençãos, o Shema, o Avinu Malkenu (Pai nosso, Rei nosso), os Salmos, o Tehilim ("louvores" em português), entre outras muitas orações que existiam dentro do corpo religioso judaico.
Pode-se assegurar que, se o judaísmo introduziu uma grande novidade no contexto religioso de sua época, o cristianismo trouxe ao mundo de seu tempo uma nova visão da Divindade. Para o cristianismo existia uma deidade, a dos judeus. Só havia um Deus verdadeiro, mas não para um só povo. O Senhor passou de ser um Deus local do povo judeu para ser um Deus universal. O Deus dos cristãos se mostrava a todos os homens que quiseram segui-lo sem distinção de sua origem. Segundo o cristianismo, O Senhor queria um novo povo ao que qualquer homem de boa vontade podia pertencer e esse novo povo era a Igreja. Essa é a razão pela qual diferentes denominações cristãs nomeiam a si mesmas como o Novo Israel.
No princípio, os primeiros cristãos se consideravam parte do povo judeus, oravam nas sinagogas e respeitavam toda a Torá. No primeiro Concílio de Jerusalém, narrado no capítulo 15 do livro de Atos dos Apóstolos, se diz que os gentios que abraçavam a Cristo não estavam obrigados a cumprir a Torá dada ao povo de Israel. Por exemplo, os cristãos de origem gentílica não estavam obrigados a circuncidar-se (apenas a guardar certos mandamentos, como o Shabat) até que se o processo de conversão fosse finalizado e os mesmos passassem a ser parte integrante da comunidade de Israel.  A partir deste momento, o cristianismo começou a separar-se gradualmente do judaísmo.
O pai-nosso foi fundamental neste ponto. Ao separar-se do judaísmo, o cristianismo teve que ir adquirindo uma identidade própria e a principal separação da espiritualidade judaica era a oração. O cristianismo teria que buscar sua própria oração, para não ser considerado uma seita do judaísmo. O pai-nosso passaria a ser a principal separação que diferenciaria o povo "novo" do "velho" neste ponto da história. A diferença não estava muito clara, entre os judeus e os primeiros seguidores do cristianismo.
Os primeiros cristãos tinham um grande respeito pela Oração dominical. A Oração dominical não se ensinava a qualquer um. Sua recitação constituía um privilégio que só se outorgava aos que já haviam recebido o batismo. Era a última coisa que se ensinava aos catecúmenos e só na véspera de seu batismo. Era a maior e mais apreciada jóia da fé.
Os antigos cristãos das Igrejas da África tomaram sua profissão de fé (quid credendum) desta oração. Uma profissão de fé é uma declaração de suas crenças, um exemplo disto é a oração do Credo, o símbolo niceno do catolicismo latino e oriental. Os que pretendiam obter o batismo deviam ter um profundo conhecimento da oração (quid orandum). Os catecúmenos deviam de seguir detalhadamente a explicação do credo e posteriormente deviam recitá-lo publicamente de memória. A transição entre estes passos era o pai-nosso. A profissão de fé no cristianismo é uma parte fundamental, pois mediante ela se declaram quais são suas crenças fundamentais e básicas. O fim que as igrejas primitivas da África tomaram como base para sua profissão de fé demostra que, desde o princípio do cristianismo, estas palavras de Jesus foram consideradas as mais santas palavras.
Na igreja primitiva, a oração do pai-nosso estava reservada para o momento mais alto da celebração que posteriormente o catolicismo chamaria missa. Haviam de preceder fórmulas que se assemelhavam seu respeito. Estas fórmulas têm sido herdadas por igrejas em suas liturgias atuais: na liturgia da igreja oriental, se diz como introdução: "Tu és digno, ó Senhor, concede-nos que alegremente e sem temor, nos atrevamos a te invocar, Deus celestial, como um Pai, e que digamos: Pai nosso...". Na primitiva liturgia romana o sacerdote precedia a oração com a frase: "nos atrevemos a dizer", reconhecendo a enorme audácia que há em repetir palavras consideradas tão santas pelo cristianismo.

## Análise

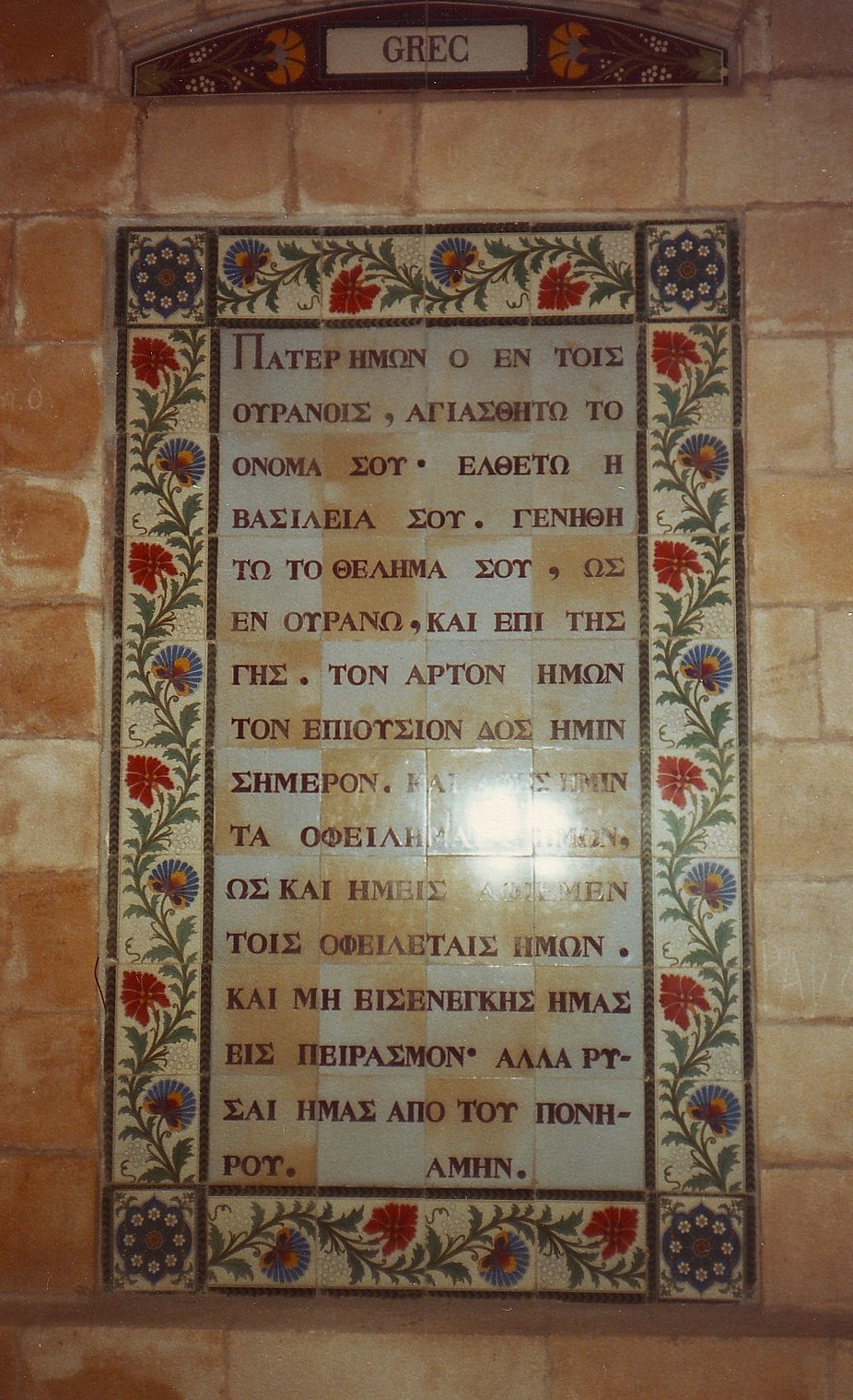
A Oração do Senhor em grego

Será usada a tradução da Bíblia de Jerusalém (BJ) (veja acima)

### Instruções preliminares
Antes de propor os termos da oração, Jesus faz algumas orientações preliminares (Mateus 6:5–8).
A Edição Pastoral da Bíblia comenta essa passagem por meio de uma nota de rodapé relativa a Mateus 6:5–6, que diz que:
| “ | Na oração, o homem se volta para Deus, reconhecendo-o como único absoluto, e reconhecendo a si mesmo como criatura, relativizando a auto-suficiência. Por isso, rezar para ser elogiado é colocar-se como centro, falsificando a oração. | ” |

A Bíblia de Jerusalém comenta essas instruções preliminares por meio de nota de rodapé ao termo "orardes" em Mateus 6:6, na qual observa que: Jesus também instruiu sobre o modo de orar por meio de seu exemplo, como em Mateus 14:23, e a orar:
1. com humildade diante de Deus (cf. Lucas 18:10–14) e dos homens (cf. Mateus 6:5–6 e Marcos 12:40);
2. mais com o coração do que com os lábios (cf. Mateus 6:7);
3. com confiança na bondade do Pai (cf. Mateus 6:8 e Mateus 7:7–11);
4. com persistência (cf. Lucas 11:5–8 e Lucas 18:1–8);
5. com fé, para que seja atendida (cf. Mateus 21:22);
6. em seu nome (cf. Mateus 18:19–20, João 14:13–14, João 15:7, João 15:16 e João 16:23–27);
7. para pedir coisas boas (cf. Mateus 7:11), tais como:

7.1: o Espírito Santo (cf. Lucas 11:13);
7.2: o perdão (cf. Marcos 11:25);
7.3: o bem para aqueles que perseguem os cristãos(cf. Mateus 5:44 e Lucas 23:34);
7.4: a vinda do Reino de Deus e a preservação durante a provação escatológica (cf. Mateus 24:20, Mateus 26:41, Lucas 21:36 e Lucas 22:31–32).
A Bíblia do Peregrino comenta essas instruções preliminares por meio de notas de rodapé que observam que:
1. não se referem à oração comunitária que é necessariamente pública e é respaldada por diversos salmos que se referem ao louvor a Deus perante a assembleia;
2. alguns Salmos se referem à oração feita antes de dormir (ex: Salmos 4:5 e Salmos 77:3–5) ou de súplica dos doentes (ex. Salmos 6: e Salmos 38:);
3. não se deve converter a oração em espetáculo, pois seria um contrassenso louvar a Deus para glória própria, que não estaria confinado no templo, mas presente em toda a parte, ainda que oculto (cf. Isaías 45:15);
4. Mateus 6:6 tem um precedente no Antigo Testamento em: II Reis 4:33;
5. não condenam a frequência (cf. Lucas 18:1), mas a prolixidade (cf. Tiago 1:26 e Eclesiástico 7:14);
6. Mateus 6:8 tem precedentes no Antigo Testamento em: Isaías 65:24 e Salmos 139:4.

A Tradução Ecumênica da Bíblia comenta essas instruções preliminares por meio de notas de rodapé que observam que:
1. se referem às preces que deveriam ser feitas em horas fixas, e nessas ocasiões os hipócritas procuravam se fazer notar;
2. traduz a primeira parte de Mateus 6:7 como "Quando orardes não multipliqueis as palavras", e diz que o verbo grego "battalogein" permite diversas interpretações, razões pelas alguns preferem traduzir como: "(não) dizer coisas vãs" ou "(não) dizer palavras sem sentido", outros dizem que Jesus se referia a suspiros mágicos que multiplicavam fórmulas abracadábricas para aplacar a divindade;
3. o erro na oração pagã (cf. I Reis 18:27) ou judaica (cf. Isaías 18:27 e Eclesiástico 7:14) consistiria em por meio da sua extensão pressionar a divindade.

### "Pai nosso, que estais no céu"
Junto as duas primeiras palavras—"Pai nosso"—são um título usado em outro lugar no Novo Testamento, bem como na literatura judaica. Refere-se a Deus Pai.
Isso também implica a proximidade entre a natureza pessoal da relação entre Deus Pai e essa oração, como um pai e uma criança, como ensinado por Jesus em cada um dos seus quatro evangelhos.
Não trinitários podem tomar essa linha referente ao posicionamento de Deus como pai de toda a humanidade, incluindo Jesus a quem é normalmente posicionado como o filho.
A Bíblia do Peregrino, que traduz essa frase como: "Pai nosso do céu!" observa que:
1. no Antigo Testamento existem precedentes de referir-se a Deus como Pai, como por exemplo em Salmos 89:27, Eclesiástico 23:1 e Eclesiástico 51:10, mas naquele contexto, isso era privilégio do Rei;
2. na versão da oração apresentada no Evangelho segundo Lucas (cf. Lucas 11:2) a evocação é feita simplesmente ao "Pai", que talvez seja a fórmula original da oração;
3. ao referir-se à Deus como Pai, a comunidade cristã expressa a consciência de sua filiação, testemunhada pelo Espírito Santo (cf. Romanos 8:15 e Gálatas 4:6–7).

A Tradução Ecumênica da Bíblia, que diz que a tradução literal dessa frase seria: "Pai nosso, aquele nos céus" observa que:
1. os discípulos se dirigem ao seu Pai comum, que é único (cf. Mateus 23:9);
2. a expressão "Pai" expressa que Deus tem amor paterno e, portanto, está bem próximo dos homens;
3. a expressão "nos céus" corresponde a um modo de expressão semítico que afirma que Deus está em lugar onde domina a terra inteira;
4. outra tradução possível para a frase seria: "Pai celeste, nosso Pai";
5. no Evangelho segundo Mateus, Jesus também se refere a Deus como:

5.1 "meu Pai, aquele nos céus" em Mateus 7:21, Mateus 10:32-33, Mateus 12:50, Mateus 16:17, Mateus 18:10 e Mateus 18:19;
5.2 "meu Pai, o celeste" em Mateus 15:13 e Mateus 18:35;
5.3 "vosso Pai, o celeste" em Mateus 5:48, Mateus 6:14, Mateus 6:26, Mateus 6:32 e Mateus 23:9;
5.4 "vosso Pai, aquele nos céus" em Mateus 5:16, Mateus 5:45, Mateus 6:1, Mateus 7:11 e Mateus 18:14;
6. também existem referências à "vosso Pai, aquele nos céus" em Marcos 11:25 e Lucas 11:13;
7. a invocação inicial em Lucas 11:2 é mais simples do que a proferida em Mateus 6:9, e também é empregada, nessa forma simples, no Evangelho segundo Lucas em Lucas 22:42, Lucas 23:34, Lucas 23:46 e Lucas 10:21.

### "santificado seja o Vosso Nome"
Tendo iniciado, a oração começa da mesma maneira como o Kadish, santificando o nome de Deus, e seguindo expressa a vontade de que a vontade de Deus e o Reino aconteçam. No judaísmo o nome de Deus é de importância extrema, e honrar o nome é central à piedade. Os nomes não são vistos simplesmente como rótulos, mas como reflexões verdadeiras da natureza e identidade do qual eles se referem. Assim, a oração que santifica-se o nome de Deus era tida como equivalente a santificar o próprio Deus. "Santificado seja" está na voz passiva  por isso não indica quem é que está santificando. Uma interpretação é que há uma chamada a todos os crentes para honrar o nome de Deus. Quem vir a oração primariamente como escatológica concebe a oração ser uma expressão de desejo pelo fim dos tempos, quando o nome de Deus, na visão destes relata a oração, será universalmente honrado.
A Bíblia de Jerusalém destaca o paralelismo/correlação temática da parte final desse versículo com: Lucas 11:2, Ezequiel 36:23, João 17:6 e João 17:26.
A Bíblia do Peregrino, que traduz essa frase como: "Seja respeitada a santidade do teu nome", observa que:
1. santificar não é dar, mas reconhecer;
2. em Números 27:17 Deus critica os hebreus pois eles não o teriam santificado;
3. a santificação de Deus também é enaltecida em: Salmos 99:, Isaías 6:3 e Isaías 29:23;
4. em Ezequiel 36:20–23 é prevista a santificação do nome de Deus entre todas as nações, superando a profanação que ocorrera;
5. o contrário da santificação do nome de Deus é a sua profanação (fazer mau uso do nome de Deus, usar o nome de Deus em vão).

A Tradução Ecumênica da Bíblia, que traduz essa frase como: "dá a conhecer a todos quem tu és", observa que:
1. a tradução literal seria: "que o teu nome seja santificado";
2. o "Nome" de Deus é um termo bíblico tradicional para designar respeitosamente o seu "ser", principalmente nos textos cultuais, portanto, "Santificar" a Deus ou o seu "Nome" é uma expressão bastante empregada na Bíblia e no judaísmo;
3. como Deus é "Santo" por excelência, a expressão reconhece e proclama tal fato e presta glória a Deus (cf. João 12:28);
4. a Bíblia e o judaísmo conhecem dois modos de santificar a Deus ou o seu nome:

4.1 os legistas e rabinos exortavam os fiéis a santificar a Deus pela obediência aos seus mandamentos (cf. Levítico 22:31–33, Números 27:14, Deuteronômio 32:51, Isaías 8:13 e Isaías 29:13);
4.2 os profetas anunciavam que Deus vai santificar-se, manifestando-se aos olhos de todas as nações como justo Juiz e Salvador (cf. Isaías 5:16, Ezequiel 20:41, Ezequiel 28:22, Ezequiel 28:25, Ezequiel 36:23, Ezequiel 38:16, Ezequiel 38:23 e Ezequiel 39:27);
5. assim como a vinda do Reino de Deus, a santificação do nome de Deus somente pode ser assegurada pela ação do próprio Deus;
6. há outros trechos no Evangelho segundo Mateus em que se indica a ação de Deus sem nomeá-lo expressamente (elipse do sujeito): Mateus 5:6–7, Mateus 5:9, Mateus 7:1–2 e Mateus 7:7–8.

### "venha a nós o Vosso Reino"
O pedido para que o Reino de Deus venha é geralmente interpretado como uma referência à crença, comum na época, que a figura do Messias traria o Reino de Deus. Tradicionalmente, a vinda do Reino de Deus é visto como um dom divino recebido na oração, e não uma conquista humana. Esta ideia é muitas vezes contestada por grupos que acreditam que o Reino virá pelas mãos dos fiéis que trabalharam por um mundo melhor. Acredita-se por estes indivíduos que a ordem de Jesus para alimentar o faminto e vestir os necessitados é o Reino referido por Ele.
A Bíblia do Peregrino, que traduz essa frase como: "venha o teu reinado", observa que:
1. o reinado de Deus é o exercício de seu poder;
2. tal pedido da vinda é o pedido de sua realização histórica final, descrita em: Salmos 98:8–9 e corresponde ao anúncio primordial da boa nova, por obra de João Batista e de Jesus, um período no qual Deus regerá a história dos homens (cf. Salmos 82:8 e Salmos 98:);
3. esse pedido não é fatalismo nem resignação inerte (cf: Mateus 7:21, Mateus 12:50 e Mateus 26:42);
4. deve-se pedir a vinda do Reino pois é um processo que se manifestou primeiramente em Jesus e também deve se manifestar em nós.

A Tradução Ecumênica da Bíblia, que traduz essa frase como: "faze com que venha o teu Reinado", observa que:
1. a tradução literal seria: "que o teu Reinado venha";
2. pede-se que o Reinado inaugurado por Jesus se manifeste e seja definitivamente reconhecido por toda a terra;
3. em Mateus 3:2, João Batista havia se referido a esse Reinado como "Reinado dos Céus", em conformidade com uma tradição judaica que evitava pronunciar o Nome de Deus;
4. a expressão "Reinado dos Céus" não designa um "reino celeste", mas o Reino Daquele que está nos céus (cf. Mateus 5:48, Mateus 6:9 e Mateus 7:21) sobre o mundo;
5. algumas passagens do Antigo Testamento também fazem referência ao Reino de Deus, tais como: Salmos 22:29, Salmos 103:19 e Salmos 145:11–13;
6. a expressão "Reinado de Deus" também é empregada no Evangelho segundo Mateus em: Mateus 12:28, Mateus 19:24, Mateus 21:31 e Mateus 21:43;
7. alguns manuscritos apresentam essa frase em Lucas 11:2 como "Faze vir sobre nós o teu Reinado", outros substituem esse pedido (ou o anterior) por "Faze vir o Teu Espírito Santo sobre nós, e que ele nos purifique", tal opção pode decorrer de influência da liturgia do batismo.

### "seja feita a Vossa vontade assim na terra como no céu."
A oração seguinte, com uma expressão de esperança que seja feita a vontade de Deus. Alguns vêem a expressão da esperança como um anexo, declarando um pedido para que a terra esteja sob comando divino diretamente e manifestadamente. Outros veem isso como um convite às pessoas para se submeter a Deus e a seus ensinamentos. Nos Evangelhos, estes pedidos têm o esclarecimento acrescentado na terra, como no céu, uma frase ambígua em grego que pode ser uma símile (i.e fazer a terra parecida com o céu) , ou um paralelismo (i.e tanto no céu quanto na terra), contudo a símile seja uma significativa interpretação mais comum.
A Bíblia de Jerusalém observa que essa frase pode ser um acréscimo proposto por Mateus, pois não consta na versão da oração apresentada em Lucas 11:2–4 e a correlação temática da parte final desse versículo com: Mateus 7:39, Mateus 21:31, Mateus 26:39, Mateus 26:42 e Daniel 4:32.
A Bíblia do Peregrino, que traduz essa frase como: "cumpra-se o teu designo na terra como no céu", observa que cumprir o desígnio equivale a exercer o reinado.
A Tradução Ecumênica da Bíblia, que traduz essa petição como: "faze com que se realize a tua vontade, na terra, à imagem do céu", observa que:
1. a tradução literal seria: "que tua vontade se realize como no céu assim na terra";
2. existe correlação temática dessa petição com a oração de Jesus no Monte das Oliveiras (cf. Mateus 26:42 e Lucas 22:42);
3. esse pedido não é uma prece de resignação, mas um apelo à Deus para que faça com que sua vontade se cumpra, trata-se de um pedido estreitamente ligado com os dois anteriores (cf. Isaías 44:28, Isaías 46:10–11, Isaías 48:14, Efésios 1:5 e Efésios 1:9);
4. essa vontade relaciona-se com os homens e não pode ser posta em prática sem a sua adesão (cf. Jeremias 31:31–33, Ezequiel 36:27, Mateus 5:17–20, Mateus 6:33, Mateus 7:21, Mateus 21:24–27, Mateus 12:50 e Mateus 21:28–31);
5. a tradução mais como para a segunda parte da petição: "assim na terra como no céu" é inadequada, pois insinua que se trata de uma adição (na terra e também no céu), quando o verdadeiro sentido é pedir que se realize na terra uma situação que já existe no céus (cf. Daniel 4:33 e I Macabeus 3:60);
6. o Céu é concebido como o Reino de Deus totalmente realizado, portanto, a terra deve converte-se em imagem do Céu.

### "O pão nosso de cada dia nos dai hoje"
Os versos seguintes são pedidos mais pessoais, diferentes do Kadish. O primeiro está relacionado ao pão "diário". Normalmente o significado da palavra traduzida como diário, (gr: ἐπιούσιος/trans: epiousios), é obscuro. A palavra é um hápax, ocorrendo somente nas versões de Lucas e Mateus do pai-nosso. (Uma vez pensou-se equivocadamente ter encontrado a palavra em um livro de contabilidade do Egito.). Pão diário parece ser uma referência à passagem na qual Deus provia maná aos israelitas a cada dia enquanto eles estavam no deserto (Êxodo 16:15–21). Já que eles não podiam manter qualquer maná durante a noite, tiveram que depender de Deus para fornecer um novo a cada manhã. Etimologicamente epiousios parece estar relacionado com as palavras gregas "epi" (sobre, acima, em, contra) e "ousia" (substância). Os primeiros escritores cristãos ligaram o conceito à transubstanciação eucarística, o que alguns estudiosos protestantes modernos  tendem a rejeitar, argumentando que a prática da Eucaristia e da doutrina da transubstanciação foram ambas desenvolvidas depois que Mateus foi escrito. Epiousios também pode ser entendida como a existência, ou seja, o pão que foi fundamental para a sobrevivência (como na Peshitta siríaca onde a linha é traduzida por "dar-nos o pão da que temos necessidade hoje."). Na época, pão era o alimento mais importante para a sobrevivência. No entanto, os estudiosos da linguística consideram essa versão improvável, uma vez que violaria as regras padrão de formação de palavras. O grego koiné tinha vários termos mais comuns para a mesma ideia. Alguns interpretam epiousios no sentido de amanhã, como na redacção dada pelo Evangelho dos Nazarenos para a oração. A tradução tradicional, "diário", está convenientemente próxima do significado desejado pelas duas outras possibilidades. Os cristãos que leem a Oração do Senhor sob um prisma escatológico, entendem epiousios como referindo-se à Segunda Vinda - a leitura para amanhã (e pão) num sentido metafórico. A maioria dos estudiosos discorda, sobretudo porque Jesus é retratado em Lucas e Mateus como cuidador de necessidades diárias de seus seguidores, especialmente nos milagres relacionados ao pão.
A Bíblia de Jerusalém destaca o paralelismo/correlação temática desse versículo com: Lucas 11:3, Provérbios 30:8–9 e João 6:32–35; e observa que:
1. outras traduções possíveis seriam: "pão necessário à subsistência" ou "pão de amanhã", ou seja, deve-se pedir à Deus nada mais do que o sustento indispensável à vida material;
2. os Padres da Igreja associaram esse texto à nutrição da fé (o pão da palavra de Deus e o pão eucarístico) com base em João 6:22–35.

A Bíblia do Peregrino, que traduz essa frase como: "dá-nos hoje o pão de amanhã", observa que:
1. existem dúvidas sobre o significado do termo: "epiousion", encontrado nos manuscritos mais antigos, e nesse contexto a Vulgata traduziu o termo, no Evangelho segundo Mateus como "supersubstantialem" e no Evangelho segundo Lucas como "quotidianum", e, nesse contexto surgem duas interpretações: o pão empírico cotidiano dado a todo vivente (cf. Salmos 136:25); e o pão do amanhã escatológico (cf. João 6:);
2. a segunda interpretação seria mais provável (cf. Êxodo 19:25), a não ser que prevaleça o duplo sentido, e no sustento diário da vida se vislumbre a vida eterna.

A Tradução Ecumênica da Bíblia, que traduziu essa petição como: "Dá-nos hoje o pão que precisamos", observa que:
1. diante da dificuldade para traduzir o adjetivo em grego que qualifica o pão solicitado, pois trata-se de palavra que não é empregada em nenhum outro lugar do Novo Testamento, preferiu-se traduzi-lo como: "(pão) de que precisamos";
2. não foram adotadas as expressões: "pão de amanhã" ou "pão do dia que vem", apesar do fato de que o adjetivo em grego habitualmente se referia ao "dia que começa", pois pedir hoje o "pão de amanhã" estaria em desconformidade com Mateus 6:34 e Provérbios 27:1, ainda que se considere que esse "pão de amanhã" poderia ter caráter escatológico, e, portanto se referir ao pão do banquete do mundo vindouro;
3. também não foram adotadas as expressões: "pão de hoje" ou "pão nosso até amanhã", apesar do fato de que o adjetivo em grego também poder ser empregado para se referir o dia presente ou a tarde do dia que começa, ou seja, como oposto do "dia seguinte"), ainda que se considere que esse que tal opção identificaria o pão pedido com o maná, que tinha que ser consumido no dia em que caia ou apodreceria;
4. a opção por traduzir como "pão necessário à subsistência" foi descartada, pois se entendeu que era pouco provável que Jesus tenha utilizado a frase com esse sentido;
5. é comum se ver nesse pedido uma referência à Eucaristia ou à "Palavra de Deus";
6. esse pedido não exige uma segurança para o futuro, Jesus estimula seus discípulos a pedirem "dia após dia" o alimento de que precisam, na certeza de que Deus proverá cada dia, assim como alimentou o povo no deserto com o maná (cf. Êxodo 16:4–5);
7. enquanto a versão dessa frase apresentada no Evangelho segundo Mateus somente pode ser traduzida como um pedido do "pão de hoje", na versão apresentada no Evangelho segundo Lucas, pede-se o "o pão que nos é necessário para cada dia", pois naquele Evangelho encara-se a vida cristã como um esforço diário (cf. Lucas 9:23), enquanto que o Evangelho segundo Mateus tem uma perspectiva diferente (cf. Mateus 6:34).

### "E perdoa-nos as nossas dívidas como também nós perdoamos aos nossos devedores."
A Bíblia de Jerusalém destaca o paralelismo/correlação temática desse versículo com: Lucas 11:4, Mateus 18:21–35 e Efésios 4:32.
A Bíblia do Peregrino, que traduz essa frase como: "perdoa nossas ofensas como também nós perdoamos aos que nos ofendem", observa que:
1. o texto original emprega o termo "dívidas", também empregado em Romanos 13:8 e em Mateus 18:27–34;
2. a condição do perdão mútuo encontra precedente em Eclesiastico 28:2 e também se manifesta em Lucas 6:37.

A Tradução Ecumênica da Bíblia, que traduziu essa petição como: "perdoa-nos as nossas faltas contra ti, como nós mesmos temos perdoado aos que tinham faltas contra nós", observa que:
1. a tradução literal seria: "perdoa-nos as nossas dívidas, assim como nós temos perdoado àqueles que nos deviam";
2. a dívida é uma obrigação especialmente grave no mundo antigo, tanto que podia dar causa a perda da liberdade (cf. Mateus 18:23–35);
3. esse termo é empregado no judaísmo para designar a situação do homem diante de Deus, de quem é devedor insolvente (estado de pecador, cf. Lucas 13:2–4);
4. quando se considera que no mundo moderno é comum a tomada de empréstimos, entendeu-se que o termo "dívida" não revelaria a gravidade da situação, e, portanto, empregou-se o termo "faltas" que representa melhor a ofensa feita pessoalmente a Deus e a situação miserável do pecar;
5. o perdão dos pecados é a graça por excelência, pois somos incapazes de reparar nossos pecado;
6. Jesus procura relacionar fortemente nossas obrigações perante Deus com as nossas obrigações perante nossos irmãos;
7. essa ideia tem precedente em: Eclesiástico 28:1–7 e paralelos em Mateus 5:7, Mateus 6:14–15, Mateus 18:23–35 e Marcos 11:25–26;
8. esse perdão aos irmãos não compra o nosso perdão perante Deus, mas revela a sinceridade de nosso pedido.

### "E não vos submetas àtentação,"
A Bíblia de Jerusalém destaca o paralelismo/correlação temática da primeira parte desse versículo com: Lucas 11:4, Mateus 26:41 e João 17:11; e observa que a tradução apresentada é equivocada, pois embora Deus nos submeta à provação, não tenta ninguém (cf. Tiago 1:12 e I Coríntios 10:13).
A Bíblia do Peregrino, que traduz essa frase como: "não nos deixe sucumbir à prova", observa que a provação é condição de todo homem, inclusive do religioso (cf. Eclesiástico 2:1–5, Eclesiástico 2:1–5 e Sabedoria 3:5), portanto, não cabe pedir para não estar sujeitos às provas, mas de ter força para superá-las (cf. Mateus 26:41).
A Tradução Ecumênica da Bíblia, que traduziu essa petição como: "e não nos introduza na tentação", observa que:
1. a tentação nesse versículo não se confunde com o tipo de prova ao qual Deus submeteu à Abraão (cf. Gênesis 22:, I Macabeus 2:52, Eclesiástico 44:20, Jubileus 17:16 (Livro dos Jubileus) e Hebreus 11:17) ou o seu próprio povo (cf. Êxodo 15:22–25, Êxodo 16:2–4, Êxodo 20:20, Deuteronômio 8:2–5, Deuteronômio 13:4, Juízes 2:22, Juízes 3:1–4 e Sabedoria 11:1–14);
2. trata-se da tentação que vem do próprio Satanás que procura por a perder àqueles que são tentados (cf. I Coríntios 7:5, Tessalonicenses 3:5, I Pedro 5:8–9, Apocalipse 2:10, Lucas 4:2–13, Lucas 8:12–13 e Lucas 22:31);
3. no Novo Testamento nunca se diz que Deus tenta (cf. Tiago 1:13), entendimento que já existia no Antigo Testamento (Eclesiástico 15:11–12);
4. por outro lado, entende-se que nada escapa à soberania de Deus, nem sequer o próprio Satanás, portanto trata-se de um pedido por uma intervenção ativa de Deus;
5. trata-se de um pedido para que Deus nos preserve de situações críticas de sujeição à tentação, como aquelas que Jesus enfrentou no deserto (cf. Mateus 4:1, Mateus 26:41, I Coríntios 10:13, Eclesiástico 23:1, Eclesiástico 33:1 e Lucas 22:40);
6. também seria possível traduzir como: "faze que não entremos na tentação", ou seja seria um pedido para nos preservar de cair nas intenções do tentador (cf. I Timóteo 6:9).

### "mas livra-nos doMaligno."
A Bíblia de Jerusalém destaca o paralelismo/correlação temática da segunda parte desse versículo com: Mateus 13:19, Mateus 13:38, João 17:15, I João 2:14 e II Tessalonicenses 3:3; e observa que:
1. essa frase pode ser um acréscimo proposto por Mateus, pois não consta na versão da oração apresentada em Lucas 11:2–4;[19]
2. algumas versões da oração acrescentam: "Porque a ti pertencem o Reino o Poder e a Glória pelos séculos. Amém".[28]

A Bíblia do Peregrino, que traduz essa frase como: "livra-nos do maligno", observa que o maligno é o tentador, que na provação tenta provocar a queda, é o Satã, a serpente que tentou Eva.
A Tradução Ecumênica da Bíblia, que traduziu essa petição como: "mas livra-nos do Tentador", observa que:
1. a tradução literal seria: "mas livra-nos do mal" (mal não personificado - cf. Mateus 5:11 (perseguição), Mateus 6:23 (escuridão) Mateus 6:23 ou (todo o mal) II Timóteo 4:18 ) ou "do Maligno" (mal personificado - cf. Mateus 13:19), Mateus 5:37, Mateus 13:38, João 17:15 e II Tessalonicenses 3:3);
2. a hipótese de referência ao mal personificado é reforçado pelo sentido intensivo da tentação;
3. a identificação do "Maligno" como "Tentador" ocorre em Mateus 4:3 e I Tessalonicenses 3:5.

### Acréscimos
A Tradução Ecumênica da Bíblia, observa que alguns manuscritos, acrescentam o seguinte epílogo: "pois teus são o reino, o poder e a glória para sempre", que provém da liturgia e que é empregada em uma versão ecumênica da oração.

### Explicações posteriores
Os versículos seguintes (14 e 15) dedicam-se à importância do dever de perdoar os irmãos.
A Bíblia de Jerusalém destaca o paralelismo/correlação temática desses versículo com: Marcos 11:25, Eclesiástico 28:1–5, Mateus 5:7, Efésios 4:32, Colossenses 3:13 e Tiago 2:13.

## Versão latina
A versão latina da oração tem importância cultural e histórica no Ocidente e principalmente na Igreja Católica. O texto usado na liturgia (Missa, Liturgia das Horas, etc.) diverge levemente do que foi usado na Vulgata e provavelmente é anterior a ela.
A doxologia associada a Oração do Senhor é encontrada em quatro manuscritos da Vetus Latina, apenas duas dão em sua integridade o texto. Outros manuscritos sobreviventes da Vetus Latina não tem a doxologia. A tradução da Vulgata também não a inclui, concordando assim com as edições críticas do texto grego.
Nas liturgias do rito latino, a doxologia nunca está ligada a Oração do Senhor. Usa-se na Missa do Vaticano II (revisada após o Concílio do Vaticano II), localizada não imediatamente após a Oração do Senhor, mas sim após a oração sacerdotal, Libera nos, quaesumus..., que elabora a petição final, Libera nos a malo (Livra-nos do mal).

## Pai-Nosso na Igreja Católica
Segundo a doutrina católica, Jesus ensinou o pai-nosso aos seus discípulos, que estavam ansiosos em saber como rezar bem, no famoso Sermão da Montanha. O Pai-Nosso ou Padre-Nosso é uma "oração cristã insubstituível", "a síntese de todo o Evangelho (Tertuliano) e a oração perfeitíssima (São Tomás de Aquino)". "A tradição litúrgica da Igreja usou sempre o texto de Mateus 6, 9-13.
De acordo com o Catecismo de São Pio X, o Pai-Nosso possui 7 petições precedidas de um preâmbulo.
Em português:
Pai Nosso, que estais no Céu:
1. Santificado seja o vosso nome.
2. Venha a nós o vosso reino.
3. Seja feita a vossa vontade, assim na terra como no Céu.
4. O pão nosso de cada dia nos dai hoje.
5. Perdoai-nos as nossas dívidas assim como nós perdoamos aos nossos devedores.
6. E não nos deixeis cair em tentação.
7. Mas livrai-nos do mal. Amém
--
Em latim:
Pater noster, qui es in caelis:
1. Sanctificétur nomen tuum.
2. Advéniat regnum tuum.
3. Fiat voluntas tua, sicut in caelo, et in terra.
4. Panem nostrum quotidiánum da nobis hódie.
5. Et dimítte nobis débita nostra, sicut et nos dimíttimus debitóribus nostris.
6. Et ne nos indúcas in tentatiónem;
7. Sed líbera nos a malo. Amen
Para a Igreja Católica, o pai-nosso é também "a oração da Igreja por excelência [...] visto que as suas sete petições, fundadas no mistério da salvação já realizada, [...] serão plenamente atendidas na vinda do Senhor. O pai-nosso é também parte integrante da Liturgia das Horas". Estas "sete petições a Deus Pai" são divididas em duas partes:
- "as primeiras três, mais teologais, aproximam-nos d’Ele, para a sua glória: pois é próprio do amor pensar antes de mais n’Aquele que amamos. Elas sugerem o que em especial devemos pedir-Lhe: a santificação do seu Nome, a vinda do seu Reino, a realização da sua Vontade".[34]
- "as últimas quatro apresentam ao Pai de misericórdia as nossas misérias e as nossas expectativas. Pedimos que nos alimente, nos perdoe, nos defenda nas tentações e nos livre do Maligno".[34]

Para além destas petições, o pai-nosso também revela à humanidade a sua relação especial e filial com Deus Pai. A partir de então, "podemos invocar a Deus como Pai [...] porque Ele nos foi revelado por seu Filho feito homem e porque o seu Espírito no-Lo faz conhecer. [...] Ao rezar a oração do Senhor estamos conscientes" e absolutamente confiantes de sermos filhos de Deus e de sermos "amados e atendidos" por Deus Pai. "Sempre que rezamos ao Pai, adoramo-Lo e glorificamo-Lo com o Filho e o Espírito", porque estas três Pessoas divinas formam a Santíssima Trindade.
Nesta oração considerada pelos católicos como única e profunda em significado, os fiéis invocam também Deus como "Pai Nosso [...] porque a Igreja de Cristo é a comunhão duma multidão de irmãos que têm um só coração, uma só alma (At 4,32)" e um só Deus. Jesus, nesta oração, afirma que Deus está nos céus porque Ele, o infinitamente santo, não está apenas num lugar físico próprio, mas sim "no coração dos justos", daqueles que fazem a Sua vontade. Esta afirmação também faz lembrar aos crentes que "o céu, ou a Casa do Pai, constitui a verdadeira pátria para a qual tendemos na esperança, enquanto estamos ainda na terra. Nós vivemos já nela 'escondidos com Cristo em Deus' (Cl 3,3)".

## Pai-nosso no protestantismo
Nas igrejas protestantes o pai-nosso é visto como um modelo de oração, e não uma reza, baseado em uma interpretação da fala de Jesus em Mateus:6:7
E quando orarem, não fiquem sempre repetindo a mesma coisa, como fazem os pagãos. Eles pensam que por muito falarem serão ouvidos.
Mateus 6:7
Nem todas as igrejas tem esse mesmo posicionamento como as igrejas Anglicanas e Luteranas que recitam nos cultos essa oração, a versão mais comum do pai-nosso é a de João Ferreira de Almeida que Diz:
Portanto, vós orareis assim: Pai nosso, que estás nos céus, santificado seja o Teu nome;

venha a nós o Teu reino; Seja feita a Tua vontade, assim na terra como no céu;
O pão nosso de cada dia nos dai hoje;
E perdoa-nos as nossas dívidas, assim como nós temos perdoado aos nossos devedores;
E não nos deixes cair em tentação; mas livra-nos do mal. Pois teu é o reino, o poder e a glória para sempre. Amém!
Mateus 6:9-13

Uma das diferenças entre a versão protestante e a católica é o acréscimo da última parte constante em Mateus 6:13 [pois teu é o reino, o poder e a glória para sempre.] na versão protestante. Isso se deu por ordem do rei Enrique VIII da Inglaterra. 

## Livros
- Albright, W.F. and C.S. Mann. "Matthew." The Anchor Bible Series. New York: Doubleday & Company, 1971.
- Augsburger, Myron. Matthew. Waco, Texas: Word Books, 1982.
- Barclay, William. The Gospel of Matthew: Volume 1 Chapters 1–10. Edinburgh: Saint Andrew Press, 1975.
- Beare, Francis Wright. The Gospel According to Matthew. Oxford: B. Blackwell, 1981.
- Clontz, T.E. and J., "The Comprehensive New Testament with complete textual variant mapping and references for the Dead Sea Scrolls, Philo, Josephus, Nag Hammadi Library, Pseudepigrapha, Apocrypha, Plato, Egyptian Book of the Dead, Talmud, Old Testament, Patristic Writings, Dhammapada, Tacitus, Epic of Gilgamesh", Cornerstone Publications, 2008, ISBN 978-0-9778737-1-5
- Filson, Floyd V. A Commentary on the Gospel According to St. Matthew. London: A. & C. Black, 1960.
- Fowler, Harold. The Gospel of Matthew: Volume One. Joplin: College Press, 1968
- France, R.T. The Gospel According to Matthew: an Introduction and Commentary. Leicester: Inter-Varsity, 1985.
- Hendriksen, William. The Gospel of Matthew. Edinburgh: Banner of Truth Trust, 1976
- Hill, David. The Gospel of Matthew. Grand Rapids: Eerdmans, 1981
- "Lilies in the Field." A Dictionary of Biblical Tradition in English Literature. David Lyle Jeffrey, general editor. Grand Rapids: W.B. Eerdmans, 1992.
- Lewis, Jack P. The Gospel According to Matthew. Austin, Texas: R.B. Sweet, 1976..
- Luz, Ulrich. Matthew 1–7: A Commentary. trans. Wilhlem C. Linss. Minneapolis: Augsburg Fortress, 1989.
- Morris, Leon. The Gospel According to Matthew. Grand Rapids: W.B. Eerdmans, 1992.
- Schweizer, Eduard. The Good News According to Matthew. Atlanta: John Knox Press, 1975
- Underhill, Evelyn, Abba. A meditation on the Lord's Prayer (1940); reprint 2003.

### Texto
- The Lord's Prayer in 1,655 languages and dialects
- Pater Noster : a chirographic opus in one hundred and twenty-six languages, by Z. W. Wolkowski
- Matthew 6:9-13 in the English Standard Version Bible, set to music

### Commentários
- Catecismo da Igreja Católica. Parágrafos 2759-2865 (vatican.va)
- Jewish Encyclopedia
- Max Heindel: Rosicrucian view
- Rudolf Steiner lecture
- Sobre el parenostre (Simone Weil)(em catalão)